# Culte (série télévisée)
Pour les articles homonymes, voir Culte (homonymie).
Ne doit pas être confondu avec Cult (série télévisée).
Culte est une anthologie télévisée française créée par Matthieu Rumani et Nicolas Slomka, diffusée depuis le 18 octobre 2024 sur le service Prime Video.
La série est construite en saisons indépendantes dont chacune explore la création d'un phénomène de mode français. Néanmoins, elle mélange faits réels et fiction, modifiant parfois le nom de certains protagonistes ou en intégrant des personnages crées pour l'intrigue.

## Synopsis

### Saison 1:Loft Story
La première saison raconte, de façon romancée, la production de l'émission Loft Story.
En 2000, Isabelle de Rochechouart et ses collègues de Philippe Palazzo Productions découvrent Big Brother, une émission de télé-réalité néerlandaise qui cartonne un peu partout en Europe. Philippe Palazzo et son associé Raphaël Dumas veulent l'adapter en France. Après avoir négocié les droits français, les producteurs tentent de vendre le projet à M6 tout en négociant avec TF1. Mais les présidents de chaînes sont opposés à l'arrivée de cette télévision jugée trop trash en France. De plus, Philippe Palazzo Productions connaît de graves problèmes financiers et peine à produire ses émissions comme Exclusif.
Déterminée et en danger dans son entreprise, Isabelle veut à tout prix être chef du projet français Big Brother. Après des modifications, la société de production parvient à convaincre M6. Mais le président de la chaîne insiste pour devancer TF1, qui projette d'adapter Survivor. Isabelle de Rochechouart et son équipe ont alors moins de 4 mois pour recruter les candidats et mettre le show à l’antenne.
En avril 2001 est donc lancée l'émission Loft Story, une des premières émissions de télé-réalité en France.

### Saison 2:2Be3
La deuxième saison raconte, de façon romancée, la création du boys band 2Be3.

## Distribution

### Saison 1:Loft Story

#### Personnages principaux
- Anaïde Rozam : Isabelle de Rochechouart, productrice de Loft Story (personnage inspiré d'Alexia Laroche-Joubert[1],[2],[3])
- César Domboy : Raphaël Dumas, superviseur de production (personnage composite inspiré de Stéphane Courbit et Arthur[4])
- Sami Outalbali : Karim Chedira, journaliste et casteur (personnage composite notamment inspiré de Benoît Chaigneau[5])
- Nicolas Briançon : Philippe Palazzo, directeur du groupe de production (personnage composite inspiré de Axel Duroux et Arthur[réf. souhaitée])
- Marie Colomb : Loana, candidate de Loft Story
- Jacqueline Corado : Elena Valente, directrice de casting (personnage inspiré d'Angela Lorente[2],[3])
- Philippe Lefebvre : Christian de Chaunac, directeur de M6 (personnage inspiré de Nicolas de Tavernost[2],[3])
- David Marsais : Stanislas Beaupré, numéro 2 de M6 (personnage inspiré de Thomas Valentin[réf. souhaitée])
- Éric Naggar : Michel Drezen, directeur de TF1 (personnage inspiré de Patrick Le Lay[2],[3])
- Raphaëlle Simon : Charlotte, casteuse

#### Personnages secondaires
- Léo Dussolier : Guillermo Reyes, journaliste pour I-Télé et amant d'Isabelle
- Laëtitia Eïdo : Nora Palazzo, épouse de Philippe
- Koen De Bouw : Liam de Lint, créateur de l'émission Big Brother (personnage inspiré de John de Mol[3])
- Bastien Bernini : Xavier, producteur
- Philippe Cariou : Daniel de Rochechouart, père d'Isabelle
- Muriel Combeau : Christine de Rochechouart, mère d'Isabelle
- Évelyne El Garby-Klaï : Meryem Cherida, mère de Karim
- Sissi Duparc : Violette Petrucciani, mère de Loana

#### Apparitions
- Nathan Japy : Benjamin Castaldi, présentateur de Loft Story
- Margaux Billard : Marie Guillaumond, co-présentatrice de Loft Story
- Victor Poirier : Jean-Édouard, candidat de Loft Story
- Benoît Houzé : Christophe, candidat de Loft Story
- Lila Guennas : Laure, candidate de Loft Story
- Bénédicte-Lala Ernoult : Julie, candidate de Loft Story
- Morgane Cadignan : Kenza, candidate de Loft Story
- Fares Guerrah : Aziz, candidat de Loft Story
- Marco Gomes : David, candidat de Loft Story
- Gisèle Worthington : Delphine, candidate de Loft Story
- Camille Charrière : Fabrice, candidat de Loft Story
- Justine Ribeiro : Kimy, candidate de Loft Story
- Félix Blanc : Steevy, candidat de Loft Story

## Épisodes

### Première saison:Loft Story(2024)
1. Les Outsiders
2. Les Pionniers
3. Les Amateurs
4. Les Ordures
5. Les Responsables
6. Les Insiders

## Production

### Conception
Matthieu Rumani et Nicolas Slomka ont passé 10 ans à développer la série en cherchant des personnes pour la produire. Ils trouvent finalement quatre producteurs intéressés par le projet, parmi lesquels Alexia Laroche-Joubert, la productrice dont s'inspire le personnage principal de la série.
Les auteurs choisissent de conserver les vrais noms et de rester très proches des vraies histoires pour les personnes qui étaient face à la caméra (candidats, animateurs) et prennent plus de libertés scénaristiques pour les personnes de la production, en changeant leurs noms, leurs situations sentimentales et familiales, et en ajoutant même des personnages fictifs, comme les casteurs Karim et Charlotte.

### Tournage
Le tournage a lieu en octobre 2023 à la Cité du cinéma en Seine-Saint-Denis.

### Fiche technique
Sauf indication contraire, les informations mentionnées dans cette section peuvent être confirmées par la base de données cinématographiques IMDb,  présente dans la section « Liens externes ».
- Titre de travail : Trash
- Réalisation : Louis Farge
- Scénario : Jean-Alain Laban, Marina Rollman, Matthieu Rumani et Nicolas Slomka
- Montage : Adrien Pallatier et Gopal Puntos
- Production : Alexia Laroche-Joubert, Clara Levy, Frédéric Lussato et Georgia Poivre
- Sociétés de production : 27 Tribe, Babylone Hills et Screen Line Productions

## Parallèle avec la réalité

### Première saison
Bien qu'étant une œuvre de fiction, la série s'inspire de faits réels. Outre la conservation de noms de personnes ayant effectivement participé à la série, comme Benjamin Castaldi, Loana ou Jean-Edouard, des références à la réalité sont nombreuses.
Le nom de la société qui produit Loft Story dans la série, « Philippe Palazzo Productions » (PPP), fait référence à « Arthur Stéphane Productions » (ASP), la société qui a réellement produit l'émission. L'ancien journaliste et dirigeant de média, Axel Duroux la dirige avec Stéphane Courbit spécialisé dans les aspects financiers comme les franchises ou les contrats et Arthur plutôt axé sur les programmes,,,. Comme dans la série, Exclusif et le Bigdil sont des émissions produites par l'entreprise en 2001. Alexia Laroche-Joubert, Angela Lorente et Benoît Chaigneau travaillent au moment du Loft dans l'entreprise respectivement comme directrice artistique, responsable du casting et casteur,. Comme dans la série, le rachat de la société par les espagnols de Telefónica a été longtemps un projet pour les actionnaires jusqu'à sa réalisation en 2007,.
Certaines anecdotes de la réalité ont été utilisées par les scénaristes. Arthur a ainsi raconté son trouble d'observer derrière une vitre sans tain Loana se maquiller (scène impliquant Karim dans la série), le rôle joué par sa femme à certains moments de la production, ou son implication avec Stéphane Courbit à régler des détails matériels de la production comme l'absence de matelas dans la villa.
Le pacte de « non-téléréalité », l'instrumentalisation d'association, le travail sur des concepts comme Koh-Lanta ou la négociation par Stéphane Courbit d'un contrat mirobolant, beaucoup des éléments impliquant TF1 dans la série sont basés sur des faits ayant réellement existé.